# Istvan Ella
Istvan Ella (Veresegyház, bij Boedapest, 1947) is een Hongaars organist en dirigent.

## Levensloop
Ella studeerde orgel bij Ferenc Gergely en koordirectie bij Zoltán Vásárhelyi aan de Liszt Ferenc Muziekacademie, waar hij zijn diploma behaalde in 1971. Hij studeerde verder in Weimar en Leipzig bij Johannes Ernst Köhler (orgel en improvisatie) en Olaf Koch (orkestdirectie). Hij behaalde zijn einddiploma in Wittenberg waar hij het Filharmonisch Orkest van Halle dirigeerde.
- Van 1976 tot 1986 was hij artistiek directeur en solist van het Corelli Kamerorkest, gewijd aan de authentieke uitvoeringspraktijk op oude instrumenten.
- Van 1979 tot 1984 dirigeerde hij het Symfonisch orkest van Székesfehérvár.
- Van 1975 tot 1990 was hij solist bij de organisatie van de Hongaarse Filharmonische Concerten.
- In 1989 richtte hij het Budapest Bachkoor op dat hij bleef dirigeren. Het koor bestaat uit professionele zangers en wijdt zich aan de barokmuziek.

Ella heeft als solist opgetreden in vele Europese landen, in Canada, Libanon, Indië, de Verenigde Staten en Israël. Hij gaf meestercursussen of was gastprofessor in Groot-Brittannië, Polen, Duitsland en Hongarije.
Vanaf 1984 was hij jurylid bij verschillende internationale orgelwedstrijden (o.a. Leipzig, Genève, Praag, Linz, Lüneburg, Berlijn).  
Istvan Ella is getrouwd, heeft twee kinderen en woont bij Budapest. Hij heeft een Duits "Eule" orgel in zijn woning.

## Prijswinnaar
Ella werd bij heel wat internationale wedstrijden bekroond:
- 1971: Laureaat in de Internationale orgelwedstrijd in Praag.
- 1972: Tweede prijs in de Internationale Johan Sebastian Bachwedstrijd in Leipzig.
- 1974: Eerste prijs in het Internationaal Anton Bruckner Concours in Linz .
- 1976: Eerste prijs in het Internationaal Bach-orgelconcours in Brugge, in het kader van het Festival Musica Antiqua.

In 1999 werd hem de Franz Lisztprijs toegekend. 